# Pasquale Fornara
Pasquale Fornara (29. března 1925 Borgomanero – 24. července 1990 Borgomanero) byl italský silniční cyklista jezdící mezi profesionály (1949-1961). Největších úspěchů vždy dosahoval na etapovém závodě Tour de Suisse, který se mu podařilo čtyřikrát celkově vyhrát (1952, 1954, 1957, 1958). Tím vytvořil dosud platný rekord. Krom toho v roce 1956 vyhrál závod Tour de Romandie. V závodech Grand Tour se mu nejvíc dařilo na Vueltě, kde v roce 1958 skončil celkově druhý. Na Giro d'Italia v roce 1953 pak třetí. Nejlepšího celkového umístění na Tour de France dosáhl v roce 1955, kdy skončil čtvrtý.